# Satanism

Ett pentagram med en spets nedåt är en populär symbol för satanism.

Satanism är en heterogen samling av filosofiska och religiösa trosuppfattningar som grundar sig på ett aktivt ställningstagande för satansfiguren. Idén om djävulsdyrkande sällskap tros komma från slutet av 1300-talet, men föreställningen om människor som ingått i pakter med Djävulen eller tjänat denne, direkt eller indirekt, kan återfinnas i Bibeln och bland kyrkofäderna. Det finns inga empiriska bevis för att någon form av organiserad djävulsdyrkan skulle ha ägt rum så långt tillbaka som medeltiden, endast vittnesberättelser från häxprocesserna. Vardagligt används satanism inte sällan synonymt med en form av djävulsdyrkan, medan satanister, akademiker och andra insatta hellre talar om specifika grupperingar än om satanism som ett homogent begrepp. 
Satanism som trossystem utvecklades främst under andra halvan av 1900-talet. Få personer och organisationer som har verkat före 1900-talet har identifierats som satanistiska. Vissa har aktivt försökt få kontakt med eller styra Djävulen och demoner, men ofta med böner som förutsätter Guds hjälp vilket har lett till att det ifrågasatts om de har varit att klassa som satanister eller inte. Nutida forskare är huvudsakligen överens om att till exempel häxprocesserna och vittnesmål från förhörda och dömda personer inte är tillförlitliga eftersom vittnesmål ofta framkom under tortyr, hot, utpressning eller manipulation. 
1966 grundade Anton Szandor LaVey organisationen Church of Satan i San Francisco, USA. LaVey författade The Satanic Bible och flera andra böcker som kom att bli kärnan i hans satanism. Ofta benämns denna satanism som LaVey-satanism eller LaVeyism. LaVeyismen är ateistisk i meningen att den inte erkänner någon gudomlighet, men på ett symboliskt plan säger den att människan är sin egen gud. LaVey-satanister tror inte på Satan som någon övernaturlig makt, Satan används för att beskriva personen själv, som symbol för människans instinkter, djuriska drivkrafter och andra beteenden. Detta i motsats till det kontrollerade och harmoniska i till exempel kristendomen.

## Satanism före modern tid
Det är svårt att bestämma när satanism uppstod eftersom det är ett begrepp ursprungligen använt av kristna, även om personer skulle identifiera sig med en form av satanism är det inte säkert att den skulle räknas som satanistisk enligt kristendomen, på samma sätt som en person som bedöms som satanist av andra eller av kristendomen vare sig ser sig som eller kallar sig satanist. Religionshistoriker och forskare har hittills inte hittat några starka bevis att satanism skulle ha funnits i någon organiserad form tidigare än 1900-talet, däremot är det vida känt att (huvudsakligen) olika kristna kyrkor genom historien har benämnt olika trossystem, folk och religiösa handlingar som avgudadyrkan och i förlängningen som satanism. Att det förekom så kallade svarta mässor och att häxor använde sig av stulna eller vanhelgade komponenter från katolska ceremonier kan spåras tillbaka till 1400-talet. Däremot visar historiska dokument från häxprocesserna att den anklagade inte sällan blev tillfrågad på ett sådant sätt och under sådana metoder att det verkar naturligt att människor som anklagats och förhörts endast tvingade till erkännande.

### Hellfire-klubbarna och andra historiska företeelser
Hellfire-klubben, som hade sin aktiva tid runt 1750, bestod enligt populära tolkningar av uttråkade överklassherrar som samlades till - för den tiden - hädiska orgier. Ofta ser man dessa och liknande rörelser som en protest mot rådande religion snarare än någon regelrätt satanism. Ett flertal personer, trossystem, kulter och grupperingar har beskyllts för satanism historiskt, bland annat Gilles de Rais, ovan nämnda Hellfire-klubbar, Helena Blavatsky och andra, men de flesta har antingen inte varit uttalade satanister eller haft en sådan tro att det torde räknas som satanism.
Likt många andra nyskapade religioner har flera av de teistiska formerna av satanismer gjort anspråk på att härstamma från äldre traditioner eller knyter på annat sätt an till äldre tro- och magisystem. Både Order of Nine Angles och OSF Demonolatry har påstått att deras magisystem och läror härstammar från flera generationers ärvd kunskap, organisationen Joy of Satan menade att Satan var synonym med Enki.

## Satanism i modern tid

### LaVey-satanismen

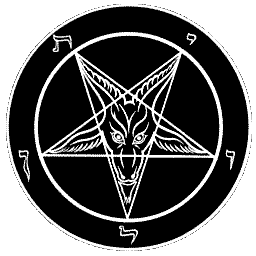
Pentagrammet med Baphomet inuti, en symbol som ofta används av Church of Satan

Anton LaVey lade grunden till den moderna satanismen när han 1966 startade Church of Satan och 1969 gav ut Den sataniska bibeln. Den första schismen uppstod 1975 då Michael Aquino bröt med kyrkan och startade The Temple of Set, en organisation som på senare tid distanserat sig från satanismen. Många har diskuterat huruvida LaVeys satanism ens är att betrakta som en satanism, även om gängse uppfattning (bland annat på grund av Faxnelds definition) är att den är det. Anton LaVey uttryckte i Den satanistiska bibeln De Nio Sataniska Yttrandena, Jordens Elva Lagar och andra paragrafliknande uttalanden som inte sällan associeras med satanism. LaVey-satanismen och varianter på den kallas ofta för rationalistisk satanism, som ofta innefattar avsaknaden av tron på Satan som en högre kraft. Detta kan jämföras med begreppet esoterisk satanism, som ofta används för teistiska former satanism. Kritiker hävdar ofta att LaVey återupprepar vad som redan sagts av författare som  Aleister Crowley, Niccolò Machiavelli, Friedrich Nietzsche, Ragnar Redbeard och Ayn Rand och kallar sin lära satanism för att provocera och väcka anstöt.

### Order of Nine Angles
Order of Nine Angles, ONA, påstås också ha grundats under 1960-talet. Gruppen hävdar själv att den har rötter längre tillbaka i tiden, något som inte har gått att bekräfta. Order of Nine Angles har blivit uppmärksammat inte minst för sitt förespråkande av människooffer, culling. ONA ökade i kännedom och popularitet mycket tack vare Internet under framförallt 90-talet. Mot slutet av 90-talet försvann gruppen från Internet men lämnade kvar sitt material, för att återkomma några år in på 2000-talet. Gruppens förgrundsfigur är Anton Long som ofta antas vara David Myatt. Gruppen tror på vad de kallar mörka gudar och att utvalda individer genom psykisk, fysisk och andlig träning kan uppnå gudomlighet själv.

### The Satanic Temple
The Satanic Temple är en amerikansk religiös organisation som ägnar sig åt politisk aktivism. De har sitt högkvarter i Salem, Massachusetts. Organisationen deltar aktivt i den offentliga debatten genom exempelvis lobbyism. De har genomfört flera politiska aktioner med fokus på att kyrkan ska vara skild från staten inte bara i teorin, utan även i praktiken. De använder sig ofta av satir gentemot kristna grupperingar som inkräktar på individens självbestämmande. Enligt Dyrendal, Lewis och Petersen är organisationen en grupp "rationella, politiska skämtare". The Satanic Temples upptåg är utformade för att markera mot religiöst hyckleri och skynda på utvecklingen mot en sant sekulär stat. I en av deras aktioner genomförde de en "rosa mässa" vid Fred Phelps moders grav. Phelps är grundare av den kontroversiella Westboro Baptist Church och ökänd homofob. Ritualen innefattade samkönade par som kysstes över graven och The Satanic Temple deklarerade efteråt att ceremonin hade gjort Phelps moder "lesbisk i livet efter detta".
The Satanic Temple tror inte på Satan, eftersom de anser att det uppmuntrar till religiös vidskeplighet, och att övertygelser ska grundas på en vetenskaplig förståelse av världen. Organisationen använder sig av Satan som en litterär figur och metafor för att konstruera ett narrativ som främjar pragmatisk skepticism, rationalitet, individens självständighet och nyfikenhet. Satan används som en symbol som representerar den eviga rebellen mot godtyckliga sociala normer och bedrägliga kategoriseringar.

## Satanic Ritual Abuse
Tron på djävulsdyrkares utbredda existens och barbariska brott har gett upphov bland annat till den satanistiska ritualövergrepp-hysterin som spred sig i framför allt USA och Storbritannien under 1980- och 1990-talet efter böcker skrivna av påstådda överlevare av brott grundade i satanistiska ritualer, bland annat boken Michelle Remembers. Kenneth Lanning vid FBI:s beteendevetenskapliga enhet publicerade under början av 1990-talet rapporter med utredningar av de påstådda satanistiska ritualövergreppen och kidnappningarna och visade i dessa rapporter att inga eller ytterst få kidnappningar och spädbarnsmord kan sammanlänkas till satanism, djävulsdyrkan eller häxkonster. Årligen sker några ytterst fåtal isolerade fall av mord och andra våldsbrott som kopplas till satanism, däremot är detta ofta en benämning som media eller andra utomstående använder. 

## Satanism i Norden

### Satanistiska samfundet

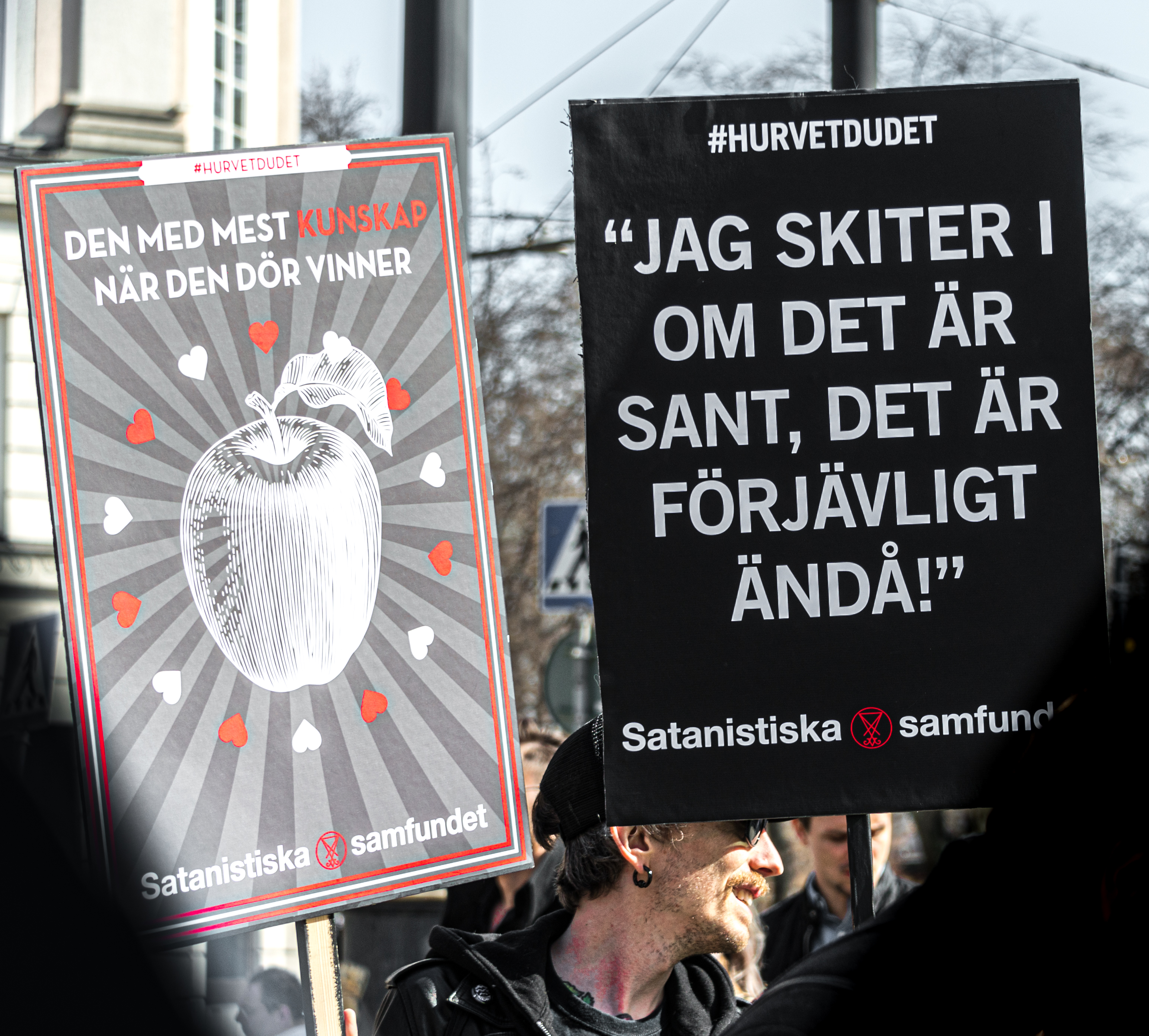
Satanistiska samfundet i en motdemonstration under March for Science på Norrmalmstorg i Stockholm 2018.

Satanistiska samfundet är ett registrerat trossamfund och en svensk avdelning inom det världsomspännande nätverket Global Order of Satan. Samfundets inriktning är en modern form av icke-teistisk satanism med en litterär satansfigur som förebild. Organisationen grundades 2017 och har sitt huvudsäte i Stockholm.

### Svenska Satanistkyrkan / The Satanic Order
Svenska Satanistkyrkan, även The Satanic Order, grundades 1998 av Tommy Eriksson, Johannes Sonesson och pseudonymen Reverend Wolf, med utgångspunkt från LaVeys satanism. Den drev webbsidan belial.org med mailinglista, en mindre webbshop och information för utomstående och medlemmar med annat. Den upphörde i slutet av 00-talet.

### Kaos-Gnostisk satanism (218)
Kaos-Gnostisk satanism ser Satan-Lucifer som bringaren av det Svarta Ljuset och uppväckaren av den Svarta Flamman/Pneuman, som enligt dem finns brinnande i de utvaldas själar. De anser Satan (Anklagaren/Motståndaren) vara Lucifer, som är den sanna bringaren av upplysningen och frihet. Inom denna tradition anses Demiurgen/skaparguden vara bringaren av ett falskt och förblindande ljus, som endast leder människan bort från den sanna visdomen väg. Målet med den kaosgnostiska Satanismen/Luciferianismen är spirituell transcendens och ett "laglöst blivande bortom alla kausala begränsningar". 
Denna satanism brukar ibland benämnas som "218-strömningen" (the 218 current) och representeras främst av organisationen Temple of the Black Light, som grundades i Sverige. Traditionen skiljer sig från övriga satanisttraditioner på grund av sina starka gnostiska inslag och andliga mål[källa behövs]. 218, Som skall räknas som 2+1+8 = 11, är ett "hemligt tal" och härrör från judisk mystik[källa behövs].

### Satanism i black metal-kretsar
Inom black metal-kulturen i Norge under tidigt 90-tal utarbetades en form av satanism som stod i stark kontrast till LaVey-satanismens liberala och ateistiska hållning. Förgrundsgestalt var en av dåvarande bandmedlemmarna i gruppen Mayhem, Øystein Aarseth med pseudonymen Euronymous. Euronymous såg inte Satan som en symbolisk gestalt, utan som ett verkligt väsen i enlighet med kristen djävulsmytologi. Misantropi, förakt för empati och medmänsklighet, liksom ett glorifierande av förtryck, våld, sadism och död kännetecknade denna utlevande strömning av satanism som fick sociala konsekvenser i form av kyrkobränder och mord, när Euronymous själv blev mördad av Varg Vikernes.

## Satanism i kultur

### Satanism i litteratur
Positiva bilder av satansfiguren har länge funnits i litteraturen. En trend av litterär satanism kan urskiljas i renässans- och romantiklitteraturen och senare under nyromantiken och den franska dekadensen. För författarna handlade det dock mer om kritik mot kristna normer än utpräglad satanism.
I John Miltons Det förlorade paradiset från 1667 porträtteras Satan som en heroisk figur som sätter sig upp mot Guds auktoritet. Goethes Faust från 1808 skildrar en vetenskapsman som säljer sin själ till djävulen i jakten efter kunskap, makt och frihet - en litterär genre som senare kommit att klassas som faustian/faustisk. Andra namn i sammanhanget är Byron, Shelley, Charles Baudelaire, Paul Verlaine, Arthur Rimbaud, Maurice Rollinat, Anatole France och Joris Karl Huysmans vars roman Là-bas (sv. I avgrunden, 2007) beskriver svarta mässor och svart magi vid det parisiska 1800-talets slut.

### Satanism i film
En modern filmisk gestaltning får Satan genom Al Pacino som i Taylor Hackfords film Djävulens advokat (1997) spelar en hänsynslös stjärnadvokat i New York vid namn John Milton. Han lockar en ung kollega från södern (Keanu Reeves) att ta anställning hos honom. Milton tar upp den unge advokaten på taket av kontorets skyskrapa, och visar honom världen med orden: "– All this can be yours, if you sign the contract" (En referens till Matt 4:9 när Satan frestar Jesus i öknen: "Allt detta skall jag ge dig om du faller ner och tillber mig").

### Akademiska verk
En av de mest populära studierna av satanism från biblisk tid fram till våra dagar har skrivits av Jeffrey Burton Russell i fyra volymer, "The Devil" (1977), "Satan" (1981), "Lucifer" (1984) och "Mephistopheles. The Devil in the modern world" (1986). I svensk tappning finns Per Faxnelds Mörkrets apostlar som gör en religionshistorisk analys av personer och grupperingar som påståtts hålla på med satanism / djävulsdyrkan.

### Satanism i musik
Satanistiska texter används ofta i musikgenren black metal. Återkommande teman är texter om Satan och ett antikristet budskap.